# SMSmee's Poessie
SMSmee's poessie was een televisieprogramma van Paul de Leeuw dat werd uitgezonden bij de VARA. Het is een realitysoap van het typetje SMSmee. Zij stelde 101 afleveringen lang een belspelvraag aan het einde van Paul's programma Papaul. Het programma werd gemaakt naar aanleiding van een week in februari 2005 waarin SMSmee papaul overnam. Hierna werd besloten 12 afleveringen van SMSmee's Poessie te maken. Hierbij zou Paul de Leeuw als zichzelf de belspelvragen aan het eind van het programma stellen.
Er werden drie afleveringen gemaakt waarvan er slechts een in 2004 uitgezonden werd. Het programma paste niet in de zaterdagavond van Nederland 3.

## Personages
- SMSmee- Belspelpresentatrice, gespeeld door Paul de Leeuw
- PTTtra- SMSmee's moeder, gespeeld door Nelly Frijda
- GSMma- De puberende dochter van SMSmee, gespeeld door Eva van der Gucht
- Sanchez- SMSmee's huisvriend, gespeeld door Joep Onderdelinden
- Moerat- SMSmee's ex-vriend gespeeld door Edo Brunner
- Hum- SMSmee's baas, gespeeld door Ineke Veenhoven

## Meer informatie
- https://groups.google.com/forum/#!topic/nl.media.tv/t5EuGVXu7q4